# Jo Vrancken
Jo Vrancken (* 20. November 1948 in Linne, Provinz Limburg (Niederlande)) ist ein ehemaliger niederländischer Radrennfahrer.

## Sportliche Laufbahn
Vrancken gewann als Amateur 1969 das Rennen Ster van Zwolle und eine Etappe im Milk Race. 1970 war er erneut im Ster van Zwolle siegreich. 1972 holte er einen Etappensieg in der Olympia’s Tour und war auf drei Etappen der Tour of Irland erfolgreich.
Er fuhr von 1973 bis 1975 als Berufsfahrer. 1973 schied er in der Tour de France aus. 
In den Rennen der Monumente des Radsports war der 30. Platz im Rennen Lüttich–Bastogne–Lüttich 1974 sein bestes Ergebnis.